# Uponor

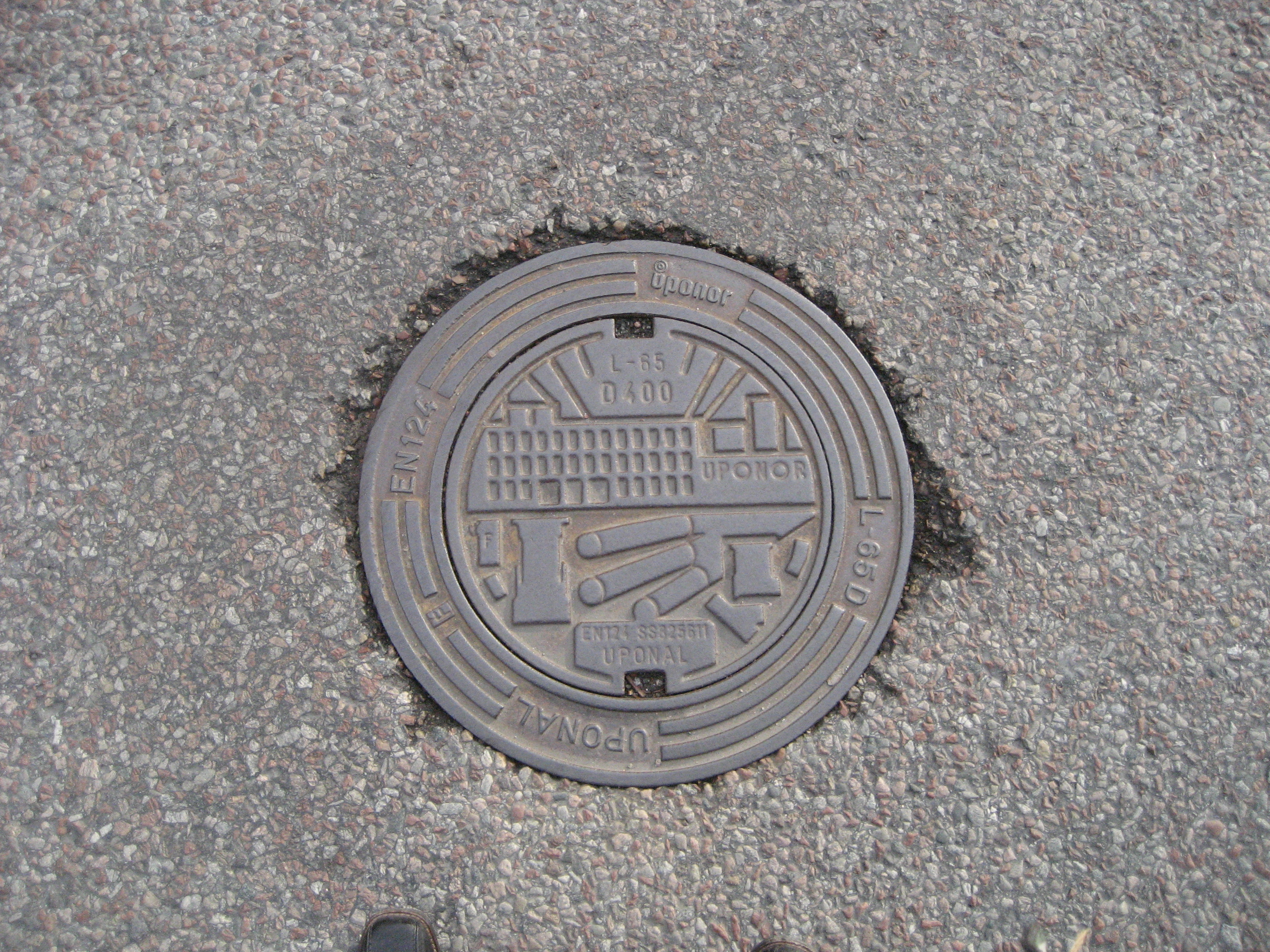
Uponor manhålslucka i Uppsala

Uponor är ett finländskt börsnoterat företag, som säljer VVS- och inomhusklimatsystem för bostäder och kommersiella byggnader. I de nordiska länderna är Uponor även en leverantör av rörsystem för infrastruktur. Uponors nyckelprodukter är golvvärme och tappvattensystem.
Uponor hade 2020 omkring 3 700 medarbetare i 26 länder i Europa och Nordamerika. Nettoomsättningen uppgick till cirka 1,1 miljarder euro.
Uponor är börsnoterat på Helsingforsbörsen.

## Historik

### Asko
Historien om Uponor började 1918, då Aukusti Asko-Avonius startade en snickeriverkstad i Lahtis, 100 kilometer mil norr om Helsingfors i Finland. Aukusti kom från en fattig familj. Han var en innovativ entreprenör med visioner. Snart utvecklades hans blygsamma snickeriverkstad till den största möbelleverantören i Norden och den största möbelbutikskedjan i Finland. Sedan 1930-talet har hans företag Asko Oy varit ett av Finlands mest kända varumärken.

### Upo
År 1938, kort före andra världskrigets utbrott, expanderade företaget och började tillverka fjädersängar i metall. Vid den tidpunkten var fjädersängar i metall mycket populära bland finländarna, och Asko-Avonius såg vilka möjligheter som fanns. Denna blygsamma start gav upphov till Upo Oy, ett dotterbolag till Asko, som blev en diversifierad leverantör till metallindustrin. Upo Oy blev snabbt Finlands största tillverkare av hushållsmaskiner. Asko började tillverka tvättmaskiner 1953 och spisar 1957 i Lahtis.
På 1950-talet vände Asko sina blickar mot utlandet och då särskilt mot Västtyskland, där finländsk design - inklusive möbler - fick ett gott mottagande. Finländsk design hade lovordats under hela 1950-talet, och på designmässan i Milano gick fjärdepriset till Finland för Askos möbler. Naturligtvis strävade Asko efter att göra mesta möjliga av det stora intresset i Europa för finsk design, genom att exportera möbler designade av Tapio Wirkkala och Eero Aarnio. 
År 1988 förvärvades svenska Cylinda av Asko och namnändrades till Asko Cylinda.

### Plaströr
År 1965 öppnade Upo en fabrik i Nastola nära Lahtis och tillverkade sina första plaströr. Därefter fortsatte Upo att växa inom plastindustrin, och plaströr kom att utgöra en allt större del av företagets omsättning. 1982 etablerade Asko ett dotterbolag som skulle fokusera på tillverkning av plaströr. År 1990 hade detta företag, Oy Uponor Ab, etablerat sig som den ledande plaströrstillverkaren i Norden, och gav sig även ut på den europeiska marknaden. I Sverige har Uponor tillverkning i Fristad, en fabrik som grundades som N. Lundbergs Fabriks AB. Under de kommande två årtiondena växte företaget till en ledande internationell leverantör av plaströr. Vid millennieskiftet hade Oy Uponor Ab uppnått positionen som världens största plaströrstillverkare. Till en början hade företagets viktigaste produkter omfattat infrastruktur, men med förvärvet av Wirsbo, Hewing och Unicor flyttades fokus till system för bostäder.

### Omorganisation
Under 1990-talet beslutade Asko att avyttra flera av sina affärsenheter och 1999 återstod endast affärsområdena golv- och hushållsmaskiner tillsammans med omfattande tillgångar i fastigheter, samt Uponor. Det slutgiltiga beslutet var att koncentrera alla ansträngningar på Uponor och att avyttra alla andra kvarvarande affärsenheter. Asko sålde vitvarudelen till italienska Antonio Merloni Group och ingår sedan 2010 i vitvarutillverkaren Gorenje från Slovenien.
Det resterande Asko gick samman med Uponor 1999, och organisationen antog namnet Uponor Corporation. Under 2000-talet har företaget fokuserat på bostäder. Sedan 2006 har verksamheten globalt bedrivits under varumärket Uponor.